# Settimello
Settimello is een plaats (frazione) in de Italiaanse gemeente Calenzano.